# Lisa Martin-Ondieki
Lisa Frances Martin-Ondieki (geb. Lisa O’Dea, in ihrer ersten Ehe Lisa Martin; * 12. Mai 1960 in Gawler) ist eine australische Langstreckenläuferin und Gewinnerin einer olympischen Silbermedaille.

## Leben
Gleich bei ihrem ersten Marathon verbesserte Martin-Ondieki 1983 den australischen Rekord um fast fünf Minuten auf 2:32:22 h. Bei ihrer Teilnahme an den Olympischen Spielen 1984 in Los Angeles, bei denen erstmals ein Frauenmarathon abgehalten wurde (2:29:03 h, siebter Platz) und beim Chicago-Marathon im selben Jahr (2:27:40 h, zweiter Platz) drückte sie diese Marke weiter nach unten.
Beim Marathon der Commonwealth Games 1986 in Edinburgh gewann sie die Goldmedaille, wieder in Rekordzeit (2:26:07 h). Im selben Jahr wurde sie Zweite beim New-York-City-Marathon.
Beim Marathon der Olympischen Spiele 1988 in Seoul gewann sie die Silbermedaille im Marathon hinter Rosa Mota und vor Katrin Dörre. Zuvor in diesem Jahr hatte sie den Osaka Women’s Marathon in 2:23:51 h gewonnen. Dieser Ozeanienrekord wurde erst 18 Jahre später durch Benita Johnson gebrochen.
Bei den Commonwealth Games 1990 in Auckland verteidigte sie ihren Titel. Zwar musste sie beim Marathon der Olympischen Spiele 1992 in Barcelona aufgeben, gewann aber im Herbst den New-York-City-Marathon, wo sie im Vorjahr Dritte geworden war, mit dem Streckenrekord von 2:24:40 h.
Lisa Martin war in erster Ehe mit dem Läuferkollegen Ken Martin verheiratet. Danach ehelichte sie den kenianischen Topläufer Yobes Ondieki. Aus dieser mittlerweile geschiedenen Verbindung ging eine Tochter hervor.